# Zhuanshanhu Shuiku
Zhuanshanhu Shuiku är en reservoar i Kina. Den ligger i provinsen Liaoning, i den nordöstra delen av landet, omkring 210 kilometer sydväst om provinshuvudstaden Shenyang. Zhuanshanhu Shuiku ligger 173 meter över havet. Arean är 0,13 kvadratkilometer. Omgivningarna runt Zhuanshanhu Shuiku är en mosaik av jordbruksmark och naturlig växtlighet. Den sträcker sig 0,6 kilometer i nord-sydlig riktning, och 0,5 kilometer i öst-västlig riktning.
Genomsnittlig årsnederbörd är 910 millimeter. Den regnigaste månaden är juli, med i genomsnitt 262 mm nederbörd, och den torraste är januari, med 7 mm nederbörd.